# Nikolaj Kozlov
Nikolaj Nikolaevič Kozlov (in russo Николай Николаевич Козлов?; Mosca, 21 luglio 1972) è un ex pallanuotista russo, vincitore di una medaglia d'argento alle olimpiadi di Sydney 2000 e di due medaglie di bronzo ad Atene 2004 e Barcellona 1992.